# Kanchanaburi (provincie)
Kanchanaburi (Thais alfabet: กาญจนบุรี) is een Thaise provincie in het centrale gedeelte van Thailand. In december 2002 had de provincie 801.836 inwoners, waarmee het de 29e provincie qua bevolking in Thailand is. Met een oppervlakte van 19.483,2 km² is het de 3e provincie qua omvang in Thailand. De provincie ligt op ongeveer 128 kilometer van Bangkok. Kanchanaburi grenst aan de provincies/landen: Tak, Uthai Thani, Suphanburi, Nakhon Pathom, Ratchaburi en Myanmar.

## Provinciale symbolen
|  | Het zegel van de provincie toont de 3 pagodes van de Driepagodenpas op de Bantadthong. De provinciale bloem is de 's nachts bloeiende jasmijn (Nyctanthes arbortristis). De provinciale boom is (Homalium tomentosum). |

## Natuurlijke gesteldheid

### Geografie
In de provincie Kanchanaburi liggen de valleien van de Kwae Yai rivier en de Kwae Noi rivier. Deze rivieren vloeien bij de stad Kanchanaburi tezamen om daar de Mea Nam Klong te vormen. De provincie is bergachtig en voor grote delen onbewoond.

### Klimaat
De gemiddelde jaartemperatuur is 29 graden. De temperatuur schommelt tussen 15 graden en 42 graden. Gemiddeld valt er 778 mm regen per jaar.

### Parken
Verschillende nationale parken liggen in de beboste bergdelen van deze provincie. Hieronder de Erawan, Sai Yok, Khao Laem, Khaoen Sri Nakarin and Chaloem Rattanakosin nationale parken. Het Thungyai-Huai Kha Khaeng Wildlife Sanctuary is ook opgenomen in de werelderfgoedlijst van de UNESCO.

## Politiek

### Bestuurlijke indeling
De provincie is onderverdeeld in 13 districten (Amphoe), die weer onderverdeeld zijn in 98 gemeenten (tambon) en 887 dorpen (moobaan).
| Amphoe                                                                                               | Amphoe                                                                                       | Changwat Kanchanaburi |
| --- | -------------------------------------------------------------------------------------------- | --------------------- |
| 1. Mueang Kanchanaburi 2. Sai Yok 3. Bo Phloi 4. Si Sawat 5. Tha Maka 6. Tha Muang 7. Thong Pha Phum | 1. Sangkhla Buri 2. Phanom Thuan 3. Lao Khwan 4. Dan Makham Tia 5. Nong Prue 6. Huai Krachao |                       |

## Geschiedenis
De provincie Kanchanaburi heeft altijd op de invasieroute gelegen van zowel Birmese legers die Thailand binnenvielen als Thaise legers die Birma wilden aanvallen. Dit komt door de strategisch gelegen Drie Pagoden Pas. In het westen is de provincie voornamelijk bekend van de brug over de rivier de Kwai en de Birmaspoorweg.